# Qarah Nāz
Qarah Nāz (persiska: قَرِه ناس, قره ناز, Qareh Nās) är en ort i Iran.   Den ligger i provinsen Zanjan, i den nordvästra delen av landet, 400 km väster om huvudstaden Teheran. Qarah Nāz ligger 2 042 meter över havet och antalet invånare är 656.
Terrängen runt Qarah Nāz är lite bergig. Runt Qarah Nāz är det ganska glesbefolkat, med 47 invånare per kvadratkilometer. Närmaste större samhälle är Māhneshān, 19,2 km öster om Qarah Nāz. Trakten runt Qarah Nāz består i huvudsak av gräsmarker.